# Elecciones legislativas de Argentina de 2009

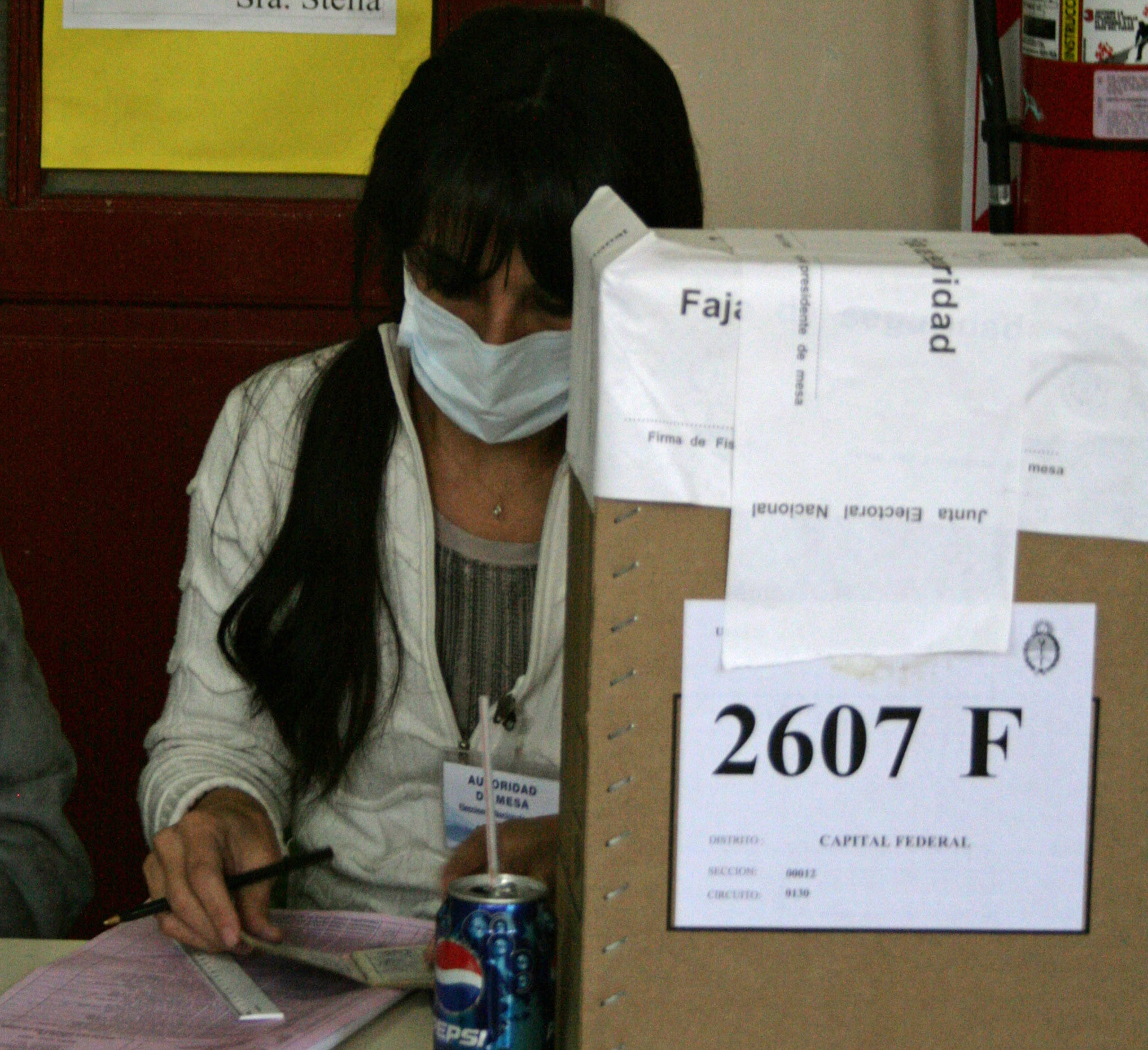
Las elecciones ocurriron en plena pandemia de gripe A (H1N1). Por medidas sanitarias, en la foto la presidenta de mesa electoral usa barbijo.

Las elecciones legislativas de Argentina de 2009 tuvieron lugar el domingo 28 de junio del mencionado año, con el objetivo de renovar 127 de los 257 escaños de la Cámara de Diputados, cámara baja del Congreso de la Nación Argentina, y 24 de los 72 escaños del Senado, correspondientes a las provincias de Catamarca, Chubut, Córdoba, Corrientes, La Pampa, Mendoza, Santa Fe, y Tucumán. Los diputados electos cumplirían funciones por el período 2009-2013, y los senadores por el período 2009-2015. Durante el mismo año electoral, numerosas legislaturas provinciales renovaron bancas, y se realizaron comicios para gobernador en Corrientes. Se trató del primer desafío electoral que debía enfrentar el gobierno de Cristina Fernández de Kirchner, asumido en 2007.
En un contexto político desfavorable para el gobierno, este adelantó considerablemente las elecciones, originalmente previstas para el domingo 25 de octubre. Se configuraron numerosas alianzas a nivel distrital con acuerdos a nivel nacional. El oficialista Frente para la Victoria (FPV) enfrentó una oposición dividida, mayormente aglutinada en torno al Acuerdo Cívico y Social (ACyS), una coalición de partidos progresistas, y la alianza Unión PRO, que incluía a la Propuesta Republicana (PRO) de Mauricio Macri y sectores del Partido Justicialista (PJ) disidentes con el kirchnerismo. En general, la mayoría de las competencias electorales distritales estuvieron divididas y atomizadas entre múltiples candidaturas. La campaña electoral se destacó por ataques y críticas recíprocas entre el oficialismo y la oposición, destacando las llamadas «candidaturas testimoniales» de varios dirigentes kirchneristas, entre ellos el expresidente Néstor Kirchner, y las renuncias de numerosos funcionarios electos de la oposición con la intención de presentarse de nuevo a elecciones.
El día de las elecciones, tanto el Frente para la Victoria como el Acuerdo Cívico y Social se atribuyeron el triunfo a nivel nacional por escasa diferencia. En general, el oficialismo sufrió un profundo desgaste electoral, resultando derrotadas las listas oficialistas en la mayoría de los distritos más poblados. Continuó siendo, sin embargo, la fuerza política que ganó en más distritos, imponiéndose en Chubut, Formosa, Jujuy, La Pampa, La Rioja, Río Negro, Salta, San Juan, Tierra del Fuego, y Tucumán. En Santiago del Estero venció el Frente Cívico por Santiago (FCxS), fuerza política provincial encabezada por la Unión Cívica Radical local y alineada a nivel nacional con el kirchnerismo. La Unión PRO se impuso en la crucial provincia de Buenos Aires, depositaria de más de un tercio de la población arrastrando a una estrecha derrota al propio Kirchner; y en la ciudad de Buenos Aires, donde el oficialismo se ubicó en cuarto lugar. Las listas ligadas al Acuerdo Cívico y Social se impusieron en Catamarca, Corrientes (dividido entre el Frente de Todos y el Encuentro por Corrientes), Córdoba (dividido entre el Frente Cívico y la Unión Cívica Radical), Entre Ríos, Mendoza, y Santa Cruz, provincia natal de Kirchner de la cual fue gobernador. En las demás provincias triunfaron fuerzas de carácter provincial: en Neuquén triunfó el Movimiento Popular Neuquino (MPN), en Misiones el Frente Renovador de la Concordia (FRC), en San Luis el Frente Justicialista Es Posible (FJEP), y en Santa Fe la coalición peronista disidente Santa Fe Federal.

## Cargos a elegir
| Provincia              | Cámara de Diputados | Cámara de Diputados | Senado    | Senado    |
| Provincia              | Diputados           | A renovar           | Senadores | A renovar |
| ---------------------- | ------------------- | ------------------- | --------- | --------- |
| Buenos Aires           | 70                  | 35                  | 3         | —         |
| Ciudad de Buenos Aires | 25                  | 13                  | 3         | —         |
| Catamarca              | 5                   | 3                   | 3         | 3         |
| Chaco                  | 7                   | 4                   | 3         | —         |
| Chubut                 | 5                   | 2                   | 3         | 3         |
| Córdoba                | 18                  | 9                   | 3         | 3         |
| Corrientes             | 7                   | 3                   | 3         | 3         |
| Entre Ríos             | 9                   | 5                   | 3         | —         |
| Formosa                | 5                   | 2                   | 3         | —         |
| Jujuy                  | 6                   | 3                   | 3         | —         |
| La Pampa               | 5                   | 3                   | 3         | 3         |
| La Rioja               | 5                   | 2                   | 3         | —         |
| Mendoza                | 10                  | 5                   | 3         | 3         |
| Misiones               | 7                   | 3                   | 3         | —         |
| Neuquén                | 5                   | 3                   | 3         | —         |
| Río Negro              | 5                   | 2                   | 3         | —         |
| Salta                  | 7                   | 3                   | 3         | —         |
| San Juan               | 6                   | 3                   | 3         | —         |
| San Luis               | 5                   | 3                   | 3         | —         |
| Santa Cruz             | 5                   | 3                   | 3         | —         |
| Santa Fe               | 19                  | 9                   | 3         | 3         |
| Santiago del Estero    | 7                   | 3                   | 3         | —         |
| Tierra del Fuego       | 5                   | 2                   | 3         | —         |
| Tucumán                | 9                   | 4                   | 3         | 3         |
| Total                  | 257                 | 127                 | 72        | 24        |

## Desarrollo previo

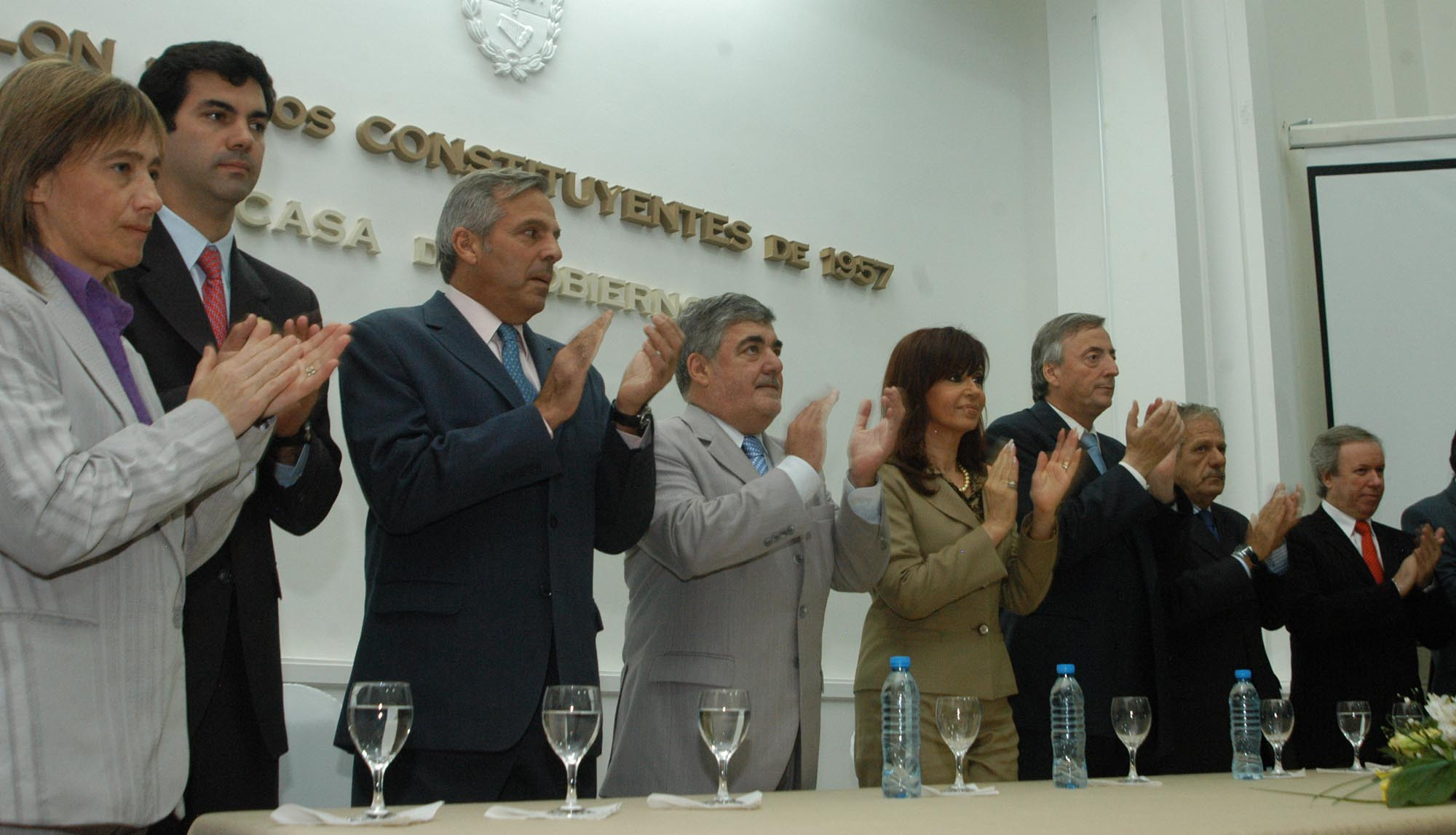
Acto en el cual la entonces presidenta Cristina Fernández anuncia el proyecto para adelantar las elecciones.

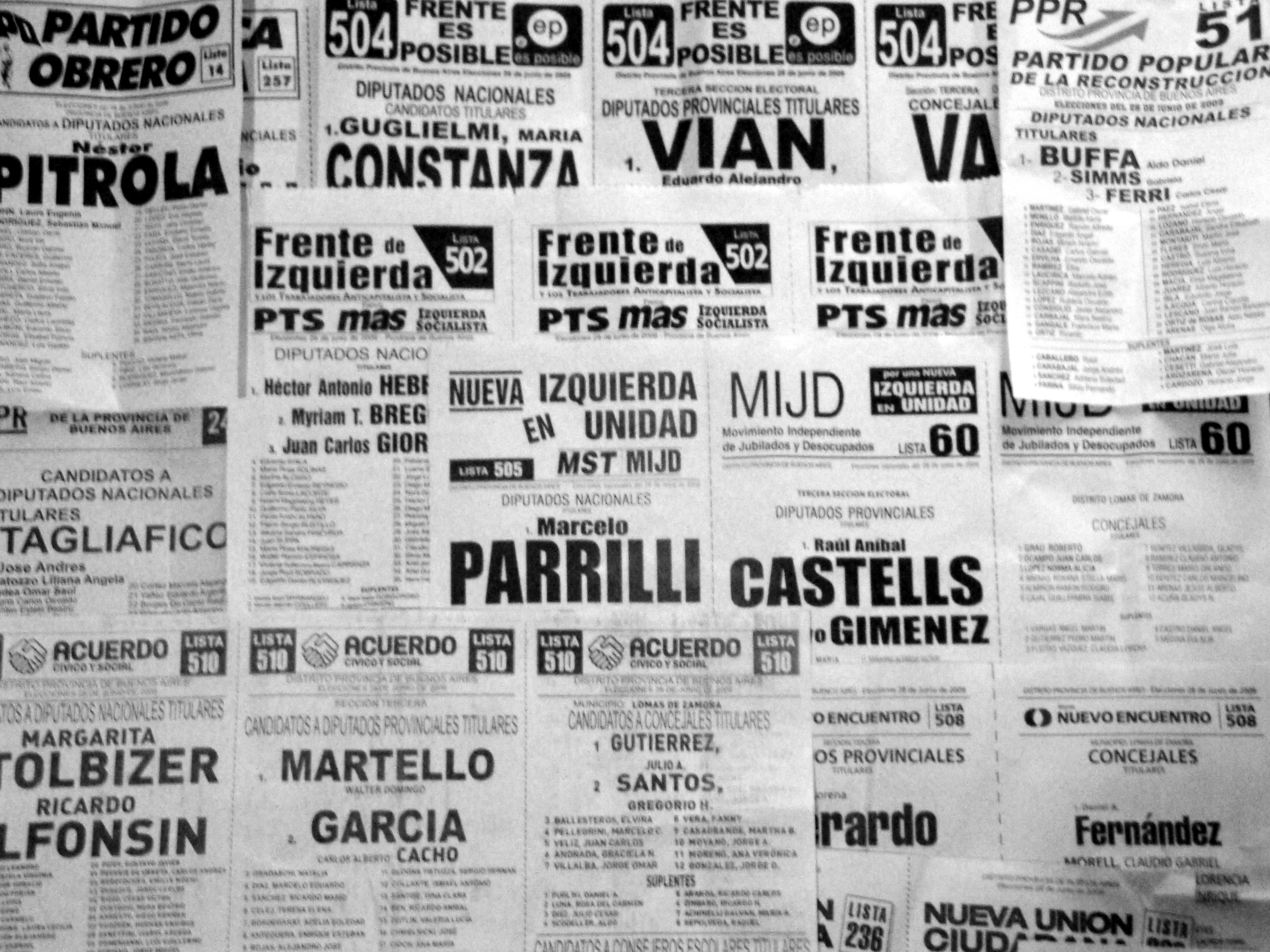
Boletas de diferentes partidos.

En Catamarca, la provincia que inauguró el cronograma electoral, triunfó el oficialismo local, conformado principalmente por radicales. Poco después el Jefe de Gobierno de la Ciudad de Buenos Aires, Mauricio Macri, anunció un adelantamiento de las elecciones en ese distrito para el 28 de junio. De inmediato, la Presidenta de la Nación, Cristina Fernández, se propuso adelantar las elecciones en el orden nacional al 28 de junio, en lugar del 25 de octubre previsto originalmente. La fecha original se debe a que el Código Electoral Nacional establece en su artículo 54 que todas las elecciones para cargos nacionales deben realizarse "el cuarto domingo de octubre inmediatamente anterior a la finalización de los mandatos", por lo que en 2009 habría correspondido que se realizarán el 25 de octubre. El adelantamiento propuesto fue una medida excepcional, manteniendo al código vigente para futuras elecciones. El gobierno justificó la medida argumentando que la crisis económica mundial desaconsejaba una campaña electoral prolongada. El adelantamiento fue aprobado por ambas cámaras del Congreso el 26 de marzo, por Ley n.º 26.495.
Tanto el kirchnerismo y sus aliados como las distintas fuerzas opositoras comenzaron a establecer alianzas y distribuirse candidaturas. Entre las principales alianzas opositoras se destacan el eje Macri-Solá-De Narváez y el Acuerdo Cívico y Social (ACyS) conformado por la UCR, la Coalición Cívica, el cobismo y el Partido Socialista.
En la Ciudad de Buenos Aires la vicejefa de gobierno Gabriela Michetti, perteneciente a la alianza PRO, anunció el 20 de abril, su renuncia al cargo para la que había sido elegida en 2007, para presentarse como candidata a diputada nacional. Por su parte, el diputado nacional Felipe Solá, perteneciente al llamado peronismo disidente (antikirchnerista), renunció a su cargo, para volver a presentarse como candidato a diputado nacional. Finalmente el kirchnerismo adoptó una estrategia, denominada por la prensa como candidaturas testimoniales, consistente en presentar como cabeza de las listas de candidatos a sus dirigentes más destacados, entre ellos al propio expresidente Néstor Kirchner, el gobernador de la Provincia de Buenos Aires Daniel Scioli, el jefe de Gabinete Sergio Massa, y gran cantidad de intendentes. Durante la campaña electoral el kirchenerismo criticó las renuncias a sus cargos de funcionarios electos de la oposición para volver a presentarse como candidatos, en tanto que distintos sectores de la oposición criticaron las candidaturas testimoniales del kirchnerismo.
Si bien ya habían sido anunciadas y discutidas en la prensa y los ámbitos políticos, la oficialización de las candidaturas del Frente para la Victoria se formalizó a la noche del sábado 9 de mayo.
Durante la campaña aparecieron también algunos grupos de activistas autodefinidos como ruralistas que realizaron escraches y otros actos de violencia, contra candidatos y representantes pertenecientes al oficialismo. En general estas acciones fueron criticadas por todo el espectro político y social, aunque en algunos casos se consideraron justificadas, como hicieron el presidente de la Sociedad Rural Argentina, Hugo Bolcatti, y el vicepresidente de la Federación Agraria Argentina y candidato de la Coalición Cívica, Ulises Forte.
El 17 de junio, Alfredo De Angeli, Vicepresidente de la Federación Agraria Argentina, convocó a los propietarios de tierras para "juntar a los empleados de las estancias, subirlos a una camioneta y decirles a quién hay que votar". La convocatoria del dirigente rural fue criticada por algunos partidos políticos y por la propia Federación Agraria Argentina, la que repudió las declaraciones de De Angeli y la calificó como una posición "oligárquica y feudal", característica de "la Década Infame y lo peor de la política argentina".
Asimismo, tres semanas antes de la celebración de los comicios, el juez federal Federico Faggionato Márquez, decidió reactivar una causa que llevaba tres años detenida al citar al diputado y candidato opositor Francisco de Narváez por una supuesta llamada desde un celular de su propiedad al principal imputado en la causa de tráfico de efedrina que se hallaba bajo su investigación, Mario Roberto Segovia. De Narváez procedió a recusar al magistrado, siendo su petición denegada en primera instancia. La citación a prestar declaración indagatoria a De Narváez, a la postre vencedor en su distrito, fue vista por la mayoría de los analistas y por políticos de todo el espectro opositor como una "decisión de carácter político" por haber tenido lugar en los últimos tramos de la campaña electoral.

### Impugnaciones de candidaturas
La UCR impugnó la candidatura a diputado nacional de Néstor Kirchner, y la UCR, el ARI y el GEN, conjuntamente, impugnaron las candidaturas a diputados nacionales de Daniel Scioli y Sergio Massa. El 20 de mayo, en primera instancia, el juez electoral competente rechazó las impugnaciones y resolvió que las candidaturas impugnadas no violaban la ley. Los partidos que habían realizado las impugnaciones apelaron la resolución, pero el 1 de junio la Cámara Nacional Electoral confirmó la decisión del juez de primera instancia. Los impugnantes anunciaron que presentarían un recurso extraordinario ante la Corte Suprema de Justicia.
Sin perjuicio de lo que la Justicia decida en materia de impugnaciones, el artículo 64 de la Constitución Nacional establece que cada cámara del Congreso Nacional "es juez de las elecciones, derechos y títulos de sus miembros en cuanto a su validez", por lo que la decisión final sobre las impugnaciones presentadas corresponde a la Cámara de Diputados al momento que los candidatos impugnados, en la eventualidad de ser electos, asuman sus cargos.

#### Néstor Kirchner

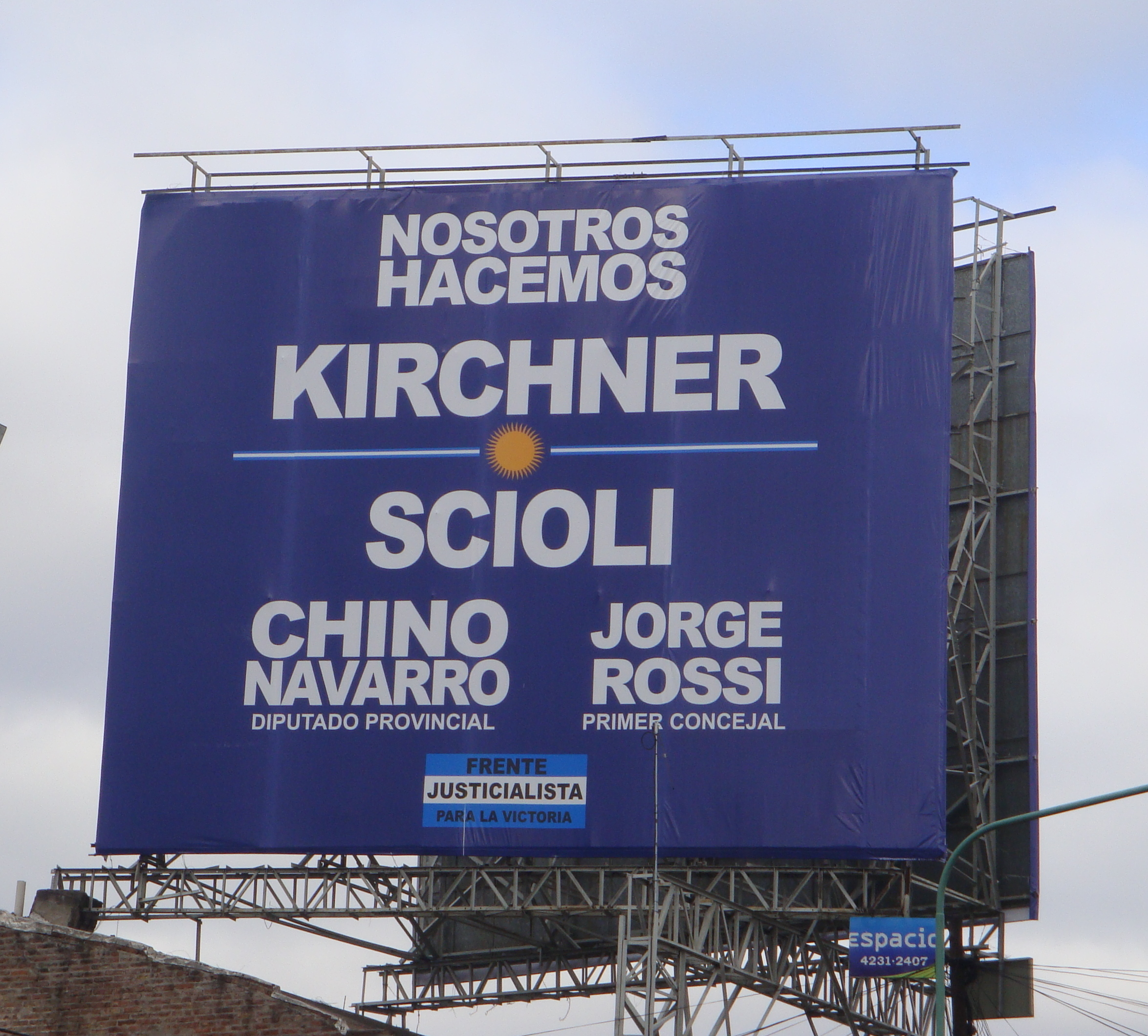
Propaganda de la lista encabezada por Néstor Kirchner y Daniel Scioli en la ciudad de Lomas de Zamora.

La Unión Cívica Radical, representada por Gerardo Morales y Ricardo Gil Lavedra, impugnó judicialmente la candidatura a diputado nacional de Néstor Kirchner, del Frente Justicialista para la Victoria, en la Provincia de Buenos Aires.
Los argumentos utilizados por la UCR para solicitar la exclusión de Néstor Kirchner de la lista de candidatos fue que el art. 48 de la Constitución Nacional exige que los candidatos a diputados nacionales tengan una residencia inmediata anterior de al menos dos años. La UCR sostuvo que la residencia de Kirchner en la Provincia de Buenos Aires en los dos años anteriores a la elección no era válida, debido a que su domicilio en la Quinta Presidencial de Olivos cuando fue Presidente de la Nación Argentina (2003-2007), no puede considerarse legalmente como "residencia", a los fines electorales, ya que el artículo 34 de la Constitución Nacional establece que el servicio federal no da residencia en la provincia que se ejerza, y que su residencia posterior en la misma fue "accidental", y que se debió a la obligación legal de vivir en la misma casa que su esposa, la presidenta Cristina Fernández.
El 20 de mayo el juez electoral interviniente aceptó que el período en el que Néstor Kirchner residió en Olivos como Presidente de la Nación no puede computarse para su residencia en la provincia de Buenos Aires, pero sostuvo también que una vez cesado en dicho cargo, era de público conocimiento que siguió residiendo en la Quinta Presidencial de Olivos, ya no como funcionario federal, sino en su condición de esposo de la presidenta de la Argentina, Cristina Fernández de Kirchner.
El 1 de junio la Cámara Nacional Electoral, integrada por los jueces Santiago Corcuera, Rodolfo Munné y Alberto Dalla Via, rechazó por unanimidad el recurso de apelación de la UCR, explicando la diferencia de concepto entre "domicilio" y "residencia", siendo esta última situación la que exige la ley. La Cámara rechazó el argumento de la UCR, sosteniendo que a los fines legales no importa el motivo por el cual Néstor Kirchner residió en la provincia, sino "el hecho mismo de la residencia".

#### Daniel Scioli y Sergio Massa

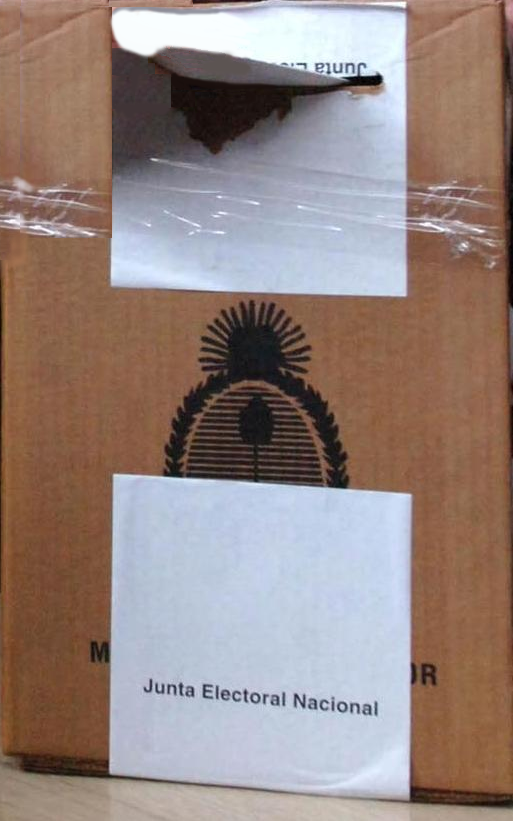
Urna electoral argentina. El 28 de junio se llevaron a cabo elecciones legislativas nacionales en la República Argentina para renovar la mitad de los miembros de la Cámara de Diputados y un tercio de los miembros de la Cámara de Senadores.

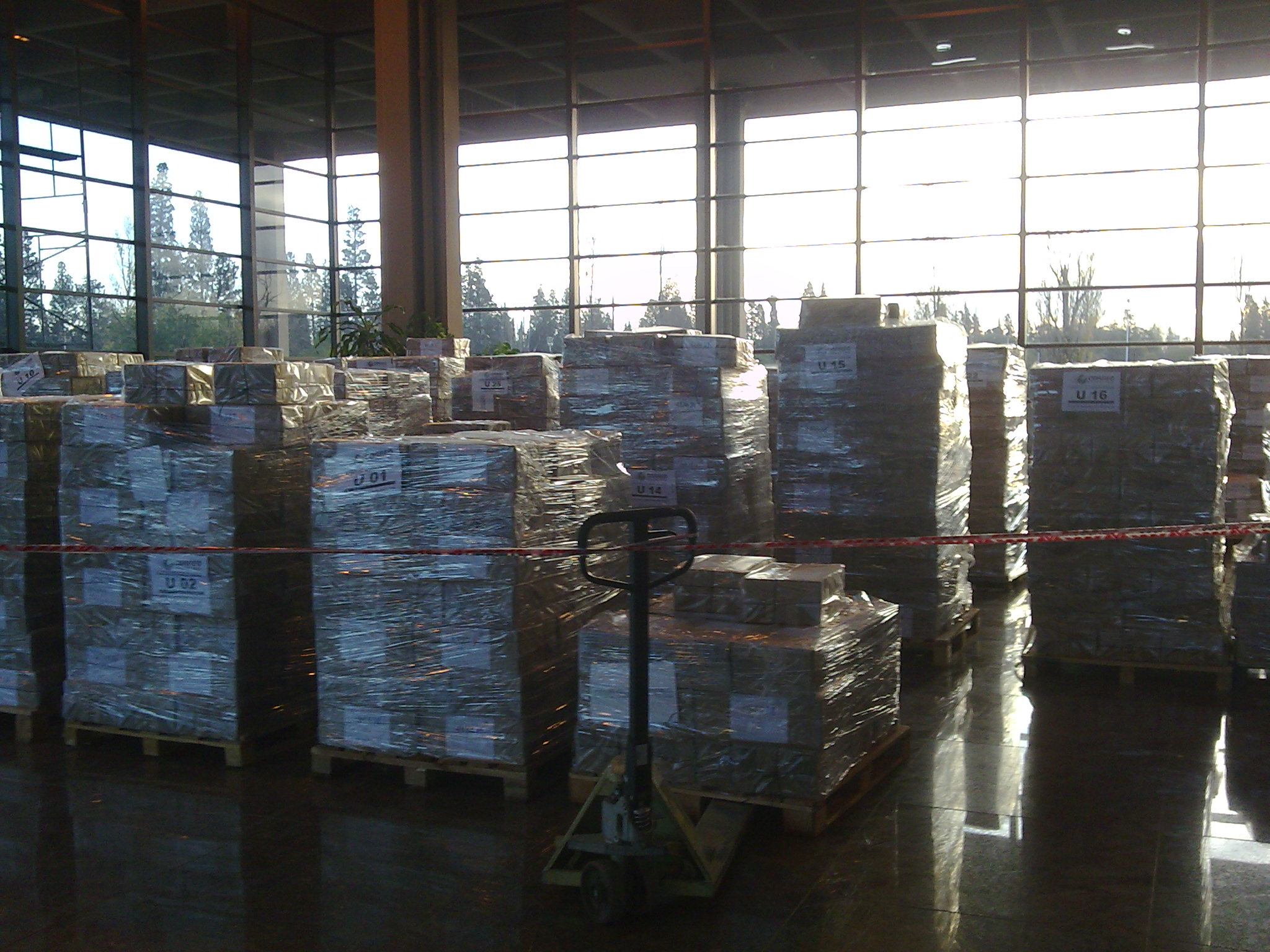
Urnas electorales depositadas en la Junta Electoral de Córdoba, frente a los Tribunales Federales.

La UCR, el ARI y el partido GEN, impugnaron las candidaturas a diputados nacionales de Daniel Scioli y Sergio Massa, del Frente Justicialista para la Victoria, en la Provincia de Buenos Aires.
Los argumentos utilizados por la UCR, el ARI y el GEN, para solicitar la exclusión de Daniel Scioli y Sergio Massa de la lista de candidatos fue que el artículo 72 de la Constitución Nacional prohíbe que los gobernadores sean candidatos a diputados o senadores nacionales, y que los candidatos habían manifestado en los medios de comunicación que, si resultaran electos, no asumirían sus cargos.
El artículo 72 de la Constitución Nacional dice:

Artículo 72. Ningún miembro del Congreso podrá recibir empleo o comisión del Poder Ejecutivo, sin previo consentimiento de la Cámara respectiva, excepto los empleos de escala.

El 20 de mayo el juez electoral interviniente rechazó las impugnaciones de la UCR, el ARI y el GEN considerando que el art. 164 del Código Nacional Electoral admite expresamente que un candidato electo renuncie antes de asumir. El juez también explicó que la jurisprudencia y la doctrina argentinas, han resuelto que el artículo 72 de la Constitución Nacional establece "una incompatibilidad funcional", porque prohíbe que se ejerza simultáneamente el cargo de gobernador con el de diputado o senador nacional, debido a lo cual, en caso de resultar electo, el ejercicio de una de las dos funciones, produce automáticamente la cesación en la otra. La sentencia señala también que en la práctica electoral argentina ha sido habitual, en todos los partidos políticos, presentarse como candidato para un cargo sin abandonar el que se estaba ejerciendo, como sucedió en los casos de Carlos Menem, Fernando de la Rúa y el propio Néstor Kirchner, que se presentaron como candidatos a presidente, sin renunciar a sus respectivos cargos de gobernador. También cita otros casos, como el de Eduardo Duhalde, que se presentó como candidato a gobernador siendo Vicepresidente de la Nación; el de Cristina Fernández de Kirchner, que presentó su candidatura a presidenta siendo senadora nacional; y los de Álvaro Alsogaray y Jorge Altamira, que se presentaron simultáneamente como candidatos a Presidente y diputado, siendo evidente de antemano que, de resultar electos, ambas funciones eran incompatibles, por lo que la asunción de una implicaba la automática cesación en la otra.
El 1 de junio la Cámara Nacional Electoral, integrada por los jueces Santiago Corcuera, Rodolfo Munné y Alberto Dalla Vía, rechazó la impugnación, con dos votos por la mayoría y una disidencia.
El voto mayoritario de los jueces Corcuera y Munné, explica que tanto la doctrina mayoritaria como la práctica histórica considera que el artículo 72 ha sido considerado como una causa de incompatibilidad entre las funciones de gobernador con legislador nacional. En la sentencia se citan al menos 40 gobernadores de diversos partidos políticos, incluyendo los casos de los gobernadores Eduardo Angeloz, Oscar Aníbal Castillo, Enrique Carbó Ortiz y Alberto José Iturbe, de la UCR, que se presentaron como candidatos a senadores mientras desempeñaban el cargo de gobernador, e informa que en la historia argentina nunca se había impugnado a un candidato por esta causal. Con respecto a la intención de los candidatos de asumir o no asumir sus cargos, de resultar electos, los jueces explicaron que, tanto Scioli como Massa presentaron una nota formal en el expediente, donde expresan su voluntad de asumir los cargos en la eventualidad de que resultaran electos y que los jueces no pueden juzgar supuestas intenciones personales ni actos futuros. Sin embargo, en el mismo fallo, los camaristas advirtieron que, en caso de comprobarse luego de los comicios que los candidatos no habían sido "honestos" ante la Cámara, se estaría frente a una "inaceptable manipulación de las instituciones de la República".
El voto minoritario del juez Dalla Vía considera que el art. 72 de la Constitución establece una causal de inegibilidad, y no de incompatibilidad funcional, por lo que los gobernadores no se pueden presentar como candidatos a diputados y senadores nacionales, aun cuando la costumbre lo haya admitido. Para la candidatura de Massa, el juez sostiene que se ve afectada por algunas maniestaciones periodísticas sobre su intención de no asumir el cargo que crearon un "estado de incertidumbre" en la opinión pública, conducta que si bien reconoce que no se encuentra expresamente prohibida, tampoco puede considerse permitida, debido a los "principios vitales" de la Constitución, por lo que considera que se trata de un abuso de derecho que debe sancionarse con la anulación de la candidatura.
El 31 de julio, un mes después de las elecciones y a raíz de una presentación efectuada por el diputado electo y abogado del Acuerdo Cívico y Social Ricardo Gil Lavedra, la Cámara Nacional Electoral dispuso que se investigue si Scioli y Massa cometieron un delito electoral de engaño a la ciudadanía con sus candidaturas testimoniales. Conforme los términos del fallo del 1 de junio, se autorizó dichas candidaturas sobre la base de la imposibilidad de juzgar hechos futuros o supuestas intenciones. No obstante, al haber anunciado públicamente ambos candidatos pocos días después de la celebración de las elecciones su negativa a asumir los cargos para los cuales habían sido elegidos, Gil Lavedra denunció estos sucesos ante la Cámara como "hechos nuevos", merced a los cuales el tribunal ha dado curso a la presentación ante la instancia correspondiente, la Cámara de Apelaciones de La Plata, quien habrá de expedirse sobre la cuestión.

### Encuestas
Según una encuesta efectuada por la consultora Estudio Rouvier y Asociados a mediados de mayo, en la Ciudad de Buenos Aires, Gabriela Michetti obtendría el 28,8% de los votos, Alfonso Prat Gay el 22,3%, Aníbal Ibarra el 9,1%, Carlos Heller el 8,5%, Pino Solanas el 8,0%, Luis Zamora el 5,0%, Héctor Polino el 2,1% y Vilma Ripoll el 0,8%.
Sin embargo, otra encuesta difundida por la consultora Equis, indica que Michetti obtendría 33,3% de intención de voto, seguido de Prat Gay, con el 23,2%, ubicando a Solanas tercero con el 10,6%, Ibarra cuarto con el 7,8% y Heller quinto, con el 7,5%.
Según otra encuesta desarrollada por CEOP a comienzos de mayo, en la Provincia de Buenos Aires, Néstor Kirchner obtendría un 37% de intención de votos, Francisco de Narváez un 29% y Margarita Stolbizer el 25%. Según Ibarómetro, en el cuarto puesto se ubicaría Martín Sabbatella, seguido de Luis Patti y Néstor Pitrola.
En la Provincia de Corrientes, dos encuestas privadas estiman que el actual gobernador Arturo Colombi obtendría el 33% de intención de votos, frente al 26% de Ricardo Colombi y el 5% de Fabián Ríos.
El 7 de junio Página/12 publicó un panorama de las encuestas electorales realizadas en la Ciudad de Buenos Aires, la Provincia de Buenos Aires, Mendoza y Santa Fe. El mismo día La Nación publicó una encuesta realizada en la Provincia de Buenos Aires. A continuación se presentan los resultados provistos por cada empresa:
- Ciudad de Buenos Aires
  - Analogías: Michetti (32,6%), Prat Gay (21,5%), Solanas (11,4%), Heller (10,2%);[24]
  - Rouvier: Michetti (25,1%), Prat Gay (20,5%), Heller (12,4%), Solanas (11,2%);[24]
  - OPSM: Michetti (31,6%), Prat Gay (16,8%), Heller (10,4%), Solanas (9,2%).[24]

- Provincia de Buenos Aires
  - Isonomía: Kirchner (29,2%), De Narváez (26,1%), Stolbizer (13,9%);[24]
  - Rouvier: Kirchner (38,4%), De Narváez (29,9%), Stolbizer (20,1%);[24]
  - Equis: Kirchner (34,8%), De Narváez (25,7%), Stolbizer (22,3%);[24]
  - CEOP: Kirchner (33,0%), De Narváez (24,8%), Stolbizer (21,7%);[24]
  - Poliarquía: De Narváez (27,6%), Kirchner (24,5%), Stolbizer (12,6%).[25]

- Provincia de Santa Fe
  - Nueva Comunicación: Giustiniani (42,4%), Reutemann (38,3%).[24]

- Provincia de Mendoza
  - Analogías: Sáenz (31,0%), Bermejo (27,0%).[24]

El 14 de junio diversos periódicos publicaron encuestas con los siguientes resultados:
- Ciudad de Buenos Aires
  - Analogías: Michetti (32,5%), Prat Gay (20,2%), Solanas (15,4%), Heller (12,6%);[26]
  - Rouvier: Michetti (32,2%), Prat Gay (21,8%), Heller (12,5%), Solanas (12,3%);[26]
  - Equis: Michetti (32%), Prat Gay (24%), Solanas (15%);[26]
  - OPSM: Michetti (30,6%), Prat Gay (18,4%), Heller (10,3%), Solanas (9,7%).[26]
  - Poliarquía: Michetti (32,7%), Prat Gay (18,4%), Solanas (13,1%), Heller (11,1%), Ibarra (6,9%).[27]

El 21 de junio diversos periódicos publicaron encuestas con los siguientes resultados:
- Ciudad de Buenos Aires
  - Ipsos-Mora y Araujo: Michetti (34%), Prat Gay (18%), Solanas (16%), Heller (11%);[29]
  - Julio Aurelio: Michetti (34%), Prat Gay (18%), Solanas (16,5%);[30]
  - Management & Fit: Michetti (23,5%), Prat Gay (16%), Solanas (15%);[30]

- Provincia de Buenos Aires
  - Analogías: Kirchner (37,3%), De Narváez (32,2%), Stolbizer (19,1%); (proyecta indecisos)[28]
  - Rouvier: Kirchner (32,9%), De Narváez (25,6%), Stolbizer (14,1%);[28]
  - CEOP: Kirchner (34,6%), De Narváez (27,1%), Stolbizer (15,5%);[28]
  - Poliarquía: De Narváez (32,5%), Kirchner (30,0%), Stolbizer (13,2%).[31]

## Resultados generales

### Cámara de Diputados
|  | 15,28 % |

|  | 3,48 % |

|  | 3,36 % |

|  | 2,43 % |

|  | 2,19 % |

|  | 0,80 % |

|  | 0,69 % |

|  | 0,57 % |

|  | 0,39 % |

|  | 0,34 % |

|  | 0,33 % |

|  | 0,28 % |

|  | 0,16 % |

|  | 0,08 % |

|  | 0,03 % |

|  | 0,01 % |

|  | 29,52 % |

|  | 12,76 % |

|  | 9,47 % |

|  | 1,63 % |

|  | 1,33 % |

|  | 1,17 % |

|  | 1,01 % |

|  | 0,79 % |

|  | 0,69 % |

|  | 0,58 % |

|  | 0,03 % |

|  | 0,03 % |

|  | 28,69 % |

|  | 14,56 % |

|  | 2,94 % |

|  | 0,65 % |

|  | 0,43 % |

|  | 0,31 % |

|  | 0,05 % |

|  | 0,05 % |

|  | 0,03 % |

|  | 19,02 % |

|  | 3,48 % |

|  | 2,22 % |

|  | 1,07 % |

|  | 0,60 % |

|  | 0,24 % |

|  | 0,14 % |

|  | 0,12 % |

|  | 0,09 % |

|  | 0,07 % |

|  | 0,06 % |

|  | 8,07 % |

|  | 2,32 % |

|  | 2,15 % |

|  | 1,19 % |

|  | 1,10 % |

|  | 0,58 % |

|  | 0,19 % |

|  | 0,14 % |

|  | 0,06 % |

|  | 0,01 % |

|  | 0,98 % |

|  | 0,61 % |

|  | 0,41 % |

|  | 0,41 % |

|  | 0,31 % |

|  | 0,30 % |

|  | 0,30 % |

|  | 0,09 % |

|  | 0,08 % |

|  | 0,05 % |

|  | 0,02 % |

|  | 0,02 % |

|  | 0,01 % |

|  | 0,27 % |

|  | 0,25 % |

|  | 0,23 % |

|  | 0,23 % |

|  | 0,22 % |

|  | 0,19 % |

|  | 0,17 % |

|  | 0,15 % |

|  | 0,14 % |

|  | 0,13 % |

|  | 0,13 % |

|  | 0,13 % |

|  | 0,13 % |

|  | 0,13 % |

|  | 0,13 % |

|  | 0,12 % |

|  | 0,12 % |

|  | 0,10 % |

|  | 0,10 % |

|  | 0,10 % |

|  | 0,09 % |

|  | 0,07 % |

|  | 0,07 % |

|  | 0,06 % |

|  | 0,06 % |

|  | 0,06 % |

|  | 0,06 % |

|  | 0,05 % |

|  | 0,05 % |

|  | 0,05 % |

|  | 0,04 % |

|  | 0,04 % |

|  | 0,04 % |

|  | 0,04 % |

|  | 0,04 % |

|  | 0,04 % |

|  | 0,03 % |

|  | 0,03 % |

|  | 0,03 % |

|  | 0,03 % |

|  | 0,03 % |

|  | 0,03 % |

|  | 0,03 % |

|  | 0,03 % |

|  | 0,02 % |

|  | 0,02 % |

|  | 0,02 % |

|  | 0,02 % |

|  | 0,02 % |

|  | 0,02 % |

|  | 0,02 % |

|  | 0,02 % |

|  | 0,02 % |

|  | 0,02 % |

|  | 0,02 % |

|  | 0,01 % |

|  | 0,01 % |

|  | 0,01 % |

|  | 0,01 % |

|  | 0,01 % |

|  | 0,01 % |

|  | 0,01 % |

|  | 0,01 % |

|  | 0,00 % |

|  | 0,00 % |

|  | 0,00 % |

|  | 94,38 % |

|  | 3,93 % |

|  | 1,72 % |

|  | 0,01 % |

|  | 73,29 % |

|  | 100 % |

1. ↑  En algunos distritos, las alianzas y partidos políticos presentes en el Acuerdo Cívico y Social en otras provincias compitieron entre sí. No incluye al Frente Cívico por Santiago (FCxS), que a nivel nacional se identificó como favorable al kirchnerismo. Incluye al Frente de Todos (FdT) y al Encuentro por Corrientes (ECO), que en la provincia de Corrientes concurrieron separados, pero sus diputados electos integraron posteriormente el bloque radical.
2. ↑  En algunos distritos, las coaliciones compitieron entre sí. Incluye al Frente Cívico por Santiago (FCxS), al que adhería la Unión Cívica Radical de Santiago del Estero pero que se identificó con el kirchnerismo a nivel nacional.
3. ↑  Incluye alianza con el Partido Independiente del Chubut (PIC) en Chubut y el Partido Disidente (PD) en Entre Ríos.
4. ↑  Incluye alianza con el Partido Nacionalista Constitucional UNIR en Mendoza, bajo el nombre "Unidad para el Cambio", y con los partidos Nuevo Octubre y Participación Ciudadana en Misiones, bajo el nombre "Frente para la Esperanza".

### Senado
|  | 11,59 % |

|  | 8,56 % |

|  | 8,16 % |

|  | 7,06 % |

|  | 2,55 % |

|  | 2,45 % |

|  | 1,94 % |

|  | 1,04 % |

|  | 0,98 % |

|  | 0.48 % |

|  | 0,28 % |

|  | 45,09 % |

|  | 12,09 % |

|  | 7,30 % |

|  | 2,05 % |

|  | 1,20 % |

|  | 1,16 % |

|  | 0,51 % |

|  | 0,45 % |

|  | 0,41 % |

|  | 0,11 % |

|  | 0,07 % |

|  | 25,36 % |

|  | 13,39 % |

|  | 2,44 % |

|  | 2,23 % |

|  | 1,85 % |

|  | 0,09 % |

|  | 20,01 % |

|  | 0,72 % |

|  | 0,22 % |

|  | 0,13 % |

|  | 1,07 % |

|  | 1,00 % |

|  | 0,97 % |

|  | 0,56 % |

|  | 0,29 % |

|  | 0,85 % |

|  | 0,61 % |

|  | 0,60 % |

|  | 0,47 % |

|  | 0,40 % |

|  | 0,38 % |

|  | 0,24 % |

|  | 0,13 % |

|  | 0,37 % |

|  | 0,34 % |

|  | 0,33 % |

|  | 0,32 % |

|  | 0,30 % |

|  | 0,20 % |

|  | 0,19 % |

|  | 0,13 % |

|  | 0,12 % |

|  | 0,12 % |

|  | 0,12 % |

|  | 0,10 % |

|  | 0,10 % |

|  | 0,09 % |

|  | 0,09 % |

|  | 0,08 % |

|  | 0,06 % |

|  | 0,05 % |

|  | 0,05 % |

|  | 0,04 % |

|  | 95,01 % |

|  | 3,02 % |

|  | 1,97 % |

|  | 74,18 % |

|  | 100 % |

## Resultados por provincia

### Cámara de Diputados
|  | 34,68 % |

|  | 32,18 % |

|  | 21,46 % |

|  | 5,53 % |

|  | 1,43 % |

|  | 1,06 % |

|  | 0,65 % |

|  | 0,17 % |

|  | 0,82 % |

|  | 0,80 % |

|  | 0,53 % |

|  | 0,37 % |

|  | 0,35 % |

|  | 0,26 % |

|  | 0,25 % |

|  | 0,17 % |

|  | 0,05 % |

|  | 0,05 % |

|  | 0,01 % |

|  | 93,77 % |

|  | 4,96 % |

|  | 1,27 % |

|  | 76,79 % |

|  | 100 % |

|  | 31,19 % |

|  | 24,29 % |

|  | 19,14 % |

|  | 11,61 % |

|  | 3,16 % |

|  | 2,36 % |

|  | 2,06 % |

|  | 1,62 % |

|  | 0,71 % |

|  | 0,69 % |

|  | 0,54 % |

|  | 0,44 % |

|  | 0,31 % |

|  | 0,31 % |

|  | 0,24 % |

|  | 0,23 % |

|  | 0,13 % |

|  | 0,06 % |

|  | 0,19 % |

|  | 0,18 % |

|  | 0,10 % |

|  | 0,07 % |

|  | 0,18 % |

|  | 0,16 % |

|  | 0,09 % |

|  | 0,06 % |

|  | 0,14 % |

|  | 0,14 % |

|  | 0,11 % |

|  | 97,18 % |

|  | 1,46 % |

|  | 1,36 % |

|  | 74,17 % |

|  | 100 % |

|  | 38,96 % |

|  | 33,47 % |

|  | 17,75 % |

|  | 5,06 % |

|  | 3,04 % |

|  | 1,72 % |

|  | 94,25 % |

|  | 3,92 % |

|  | 1,84 % |

|  | 64,59 % |

|  | 100 % |

|  | 49,93 % |

|  | 44,48 % |

|  | 1,68 % |

|  | 1,13 % |

|  | 1,09 % |

|  | 1,07 % |

|  | 0,62 % |

|  | 96,76 % |

|  | 2,31 % |

|  | 0,93 % |

|  | 74,04 % |

|  | 100 % |

|  | 55,80 % |

|  | 18,28 % |

|  | 8,02 % |

|  | 6,91 % |

|  | 4,57 % |

|  | 3,25 % |

|  | 3,18 % |

|  | 92,62 % |

|  | 4,24 % |

|  | 3,50 % |

|  | 76,15 % |

|  | 100 % |

|  | 29,03 % |

|  | 28,06 % |

|  | 10,43 % |

|  | 2,13 % |

|  | 2,12 % |

|  | 2,10 % |

|  | 1,96 % |

|  | 1,80 % |

|  | 1,80 % |

|  | 1,77 % |

|  | 1,56 % |

|  | 25,66 % |

|  | 4,19 % |

|  | 2,51 % |

|  | 2,39 % |

|  | 9,08 % |

|  | 2,23 % |

|  | 1,20 % |

|  | 1,18 % |

|  | 1,00 % |

|  | 0,79 % |

|  | 0,48 % |

|  | 0,47 % |

|  | 0,44 % |

|  | 0,38 % |

|  | 95,36 % |

|  | 2,75 % |

|  | 1,89 % |

|  | 71,64 % |

|  | 100 % |

|  | 10,66 % |

|  | 7,45 % |

|  | 3,25 % |

|  | 3,11 % |

|  | 2,74 % |

|  | 1,87 % |

|  | 1,57 % |

|  | 1,40 % |

|  | 1,35 % |

|  | 1,27 % |

|  | 1,04 % |

|  | 35,71 % |

|  | 14,42 % |

|  | 4,32 % |

|  | 3,08 % |

|  | 2,89 % |

|  | 1,86 % |

|  | 1,84 % |

|  | 1,69 % |

|  | 1,55 % |

|  | 1,11 % |

|  | 32,76 % |

|  | 16,33 % |

|  | 2,67 % |

|  | 1,94 % |

|  | 1,49 % |

|  | 1,47 % |

|  | 0,92 % |

|  | 0,88 % |

|  | 25,71 % |

|  | 5,82 % |

|  | 92,16 % |

|  | 5,59 % |

|  | 2,24 % |

|  | 69,99 % |

|  | 100 % |

|  | 35,01 % |

|  | 34,36 % |

|  | 9,62 % |

|  | 7,66 % |

|  | 5,61 % |

|  | 2,27 % |

|  | 1,77 % |

|  | 1,50 % |

|  | 1,44 % |

|  | 0,76 % |

|  | 95,53 % |

|  | 1,69 % |

|  | 2,78 % |

|  | 77,57 % |

|  | 100 % |

|  | 64,33 % |

|  | 35,67 % |

|  | 94,54 % |

|  | 3,97 % |

|  | 1,49 % |

|  | 69,02 % |

|  | 100 % |

|  | 39,80 % |

|  | 30,94 % |

|  | 16,30 % |

|  | 5,93 % |

|  | 2,22 % |

|  | 2,21 % |

|  | 1,34 % |

|  | 1,27 % |

|  | 90,92 % |

|  | 7,14 % |

|  | 1,94 % |

|  | 72,99 % |

|  | 100 % |

|  | 37,74 % |

|  | 35,53 % |

|  | 12,55 % |

|  | 7,02 % |

|  | 3,32 % |

|  | 2,04 % |

|  | 1,80 % |

|  | 95,63 % |

|  | 2,76 % |

|  | 1,61 % |

|  | 76,95 % |

|  | 100 % |

|  | 53,57 % |

|  | 32,21 % |

|  | 7,32 % |

|  | 3,77 % |

|  | 1,57 % |

|  | 0,87 % |

|  | 0,68 % |

|  | 91,86 % |

|  | 6,37 % |

|  | 1,77 % |

|  | 78,19 % |

|  | 100 % |

|  | 48,58 % |

|  | 18,12 % |

|  | 2,79 % |

|  | 1,46 % |

|  | 1,43 % |

|  | 1,25 % |

|  | 1,18 % |

|  | 26,23 % |

|  | 14,36 % |

|  | 1,90 % |

|  | 1,69 % |

|  | 3,59 % |

|  | 1,84 % |

|  | 1,07 % |

|  | 0,78 % |

|  | 0,76 % |

|  | 0,74 % |

|  | 0,72 % |

|  | 0,64 % |

|  | 94,56 % |

|  | 3,70 % |

|  | 1,74 % |

|  | 77,46 % |

|  | 100 % |

|  | 48,12 % |

|  | 16,73 % |

|  | 16,63 % |

|  | 10,10 % |

|  | 3,51 % |

|  | 1,64 % |

|  | 1,64 % |

|  | 0,88 % |

|  | 0,74 % |

|  | 91,76 % |

|  | 6,40 % |

|  | 1,84 % |

|  | 69,32 % |

|  | 100 % |

|  | 29,50 % |

|  | 25,43 % |

|  | 13,04 % |

|  | 9,18 % |

|  | 5,96 % |

|  | 5,40 % |

|  | 3,54 % |

|  | 3,43 % |

|  | 2,59 % |

|  | 1,93 % |

|  | 93,44 % |

|  | 1,40 % |

|  | 5,16 % |

|  | 73,64 % |

|  | 100 % |

|  | 31,41 % |

|  | 27,50 % |

|  | 23,94 % |

|  | 7,55 % |

|  | 3,56 % |

|  | 3,34 % |

|  | 2,50 % |

|  | 93,21 % |

|  | 2,48 % |

|  | 4,31 % |

|  | 71,28 % |

|  | 100 % |

|  | 29,59 % |

|  | 23,54 % |

|  | 16,98 % |

|  | 7,28 % |

|  | 6,60 % |

|  | 4,96 % |

|  | 4,85 % |

|  | 3,20 % |

|  | 1,00 % |

|  | 0,79 % |

|  | 0,64 % |

|  | 0,57 % |

|  | 96,89 % |

|  | 1,03 % |

|  | 2,08 % |

|  | 65,29 % |

|  | 100 % |

|  | 56,28 % |

|  | 18,93 % |

|  | 15,11 % |

|  | 3,66 % |

|  | 3,54 % |

|  | 1,29 % |

|  | 1,20 % |

|  | 97,06 % |

|  | 1,20 % |

|  | 1,74 % |

|  | 73,33 % |

|  | 100 % |

|  | 52,76 % |

|  | 15,72 % |

|  | 12,57 % |

|  | 11,93 % |

|  | 3,43 % |

|  | 1,95 % |

|  | 1,63 % |

|  | 88,32 % |

|  | 9,44 % |

|  | 2,25 % |

|  | 85,99 % |

|  | 100 % |

|  | 42,57 % |

|  | 41,14 % |

|  | 7,48 % |

|  | 4,51 % |

|  | 4,29 % |

|  | 95,13 % |

|  | 1,16 % |

|  | 3,71 % |

|  | 70,64 % |

|  | 100 % |

|  | 39,87 % |

|  | 39,81 % |

|  | 9,63 % |

|  | 3,54 % |

|  | 1,13 % |

|  | 0,56 % |

|  | 0,56 % |

|  | 2,25 % |

|  | 1,45 % |

|  | 1,01 % |

|  | 0,74 % |

|  | 0,54 % |

|  | 0,52 % |

|  | 0,38 % |

|  | 0,29 % |

|  | 93,98 % |

|  | 4,29 % |

|  | 1,73 % |

|  | 75,52 % |

|  | 100 % |

|  | 62,35 % |

|  | 15,59 % |

|  | 11,12 % |

|  | 3,08 % |

|  | 2,54 % |

|  | 1,73 % |

|  | 1,45 % |

|  | 0,87 % |

|  | 0,64 % |

|  | 0,52 % |

|  | 96,56 % |

|  | 2,20 % |

|  | 1,24 % |

|  | 55,81 % |

|  | 100 % |

|  | 25,24 % |

|  | 20,77 % |

|  | 14,95 % |

|  | 10,04 % |

|  | 9,47 % |

|  | 8,34 % |

|  | 3,68 % |

|  | 2,41 % |

|  | 1,60 % |

|  | 1,53 % |

|  | 1,20 % |

|  | 0,77 % |

|  | 92,67 % |

|  | 1,43 % |

|  | 5,88 % |

|  | 0,01 % |

|  | 68,75 % |

|  | 100 % |

|  | 52,88 % |

|  | 15,56 % |

|  | 9,69 % |

|  | 7,98 % |

|  | 3,22 % |

|  | 2,73 % |

|  | 2,55 % |

|  | 1,74 % |

|  | 1,46 % |

|  | 0,79 % |

|  | 0,69 % |

|  | 0,37 % |

|  | 0,36 % |

|  | 95,21 % |

|  | 3,13 % |

|  | 1,66 % |

|  | 77,15 % |

|  | 100 % |

1. ↑  Falleció el 27 de octubre de 2010, lo reemplaza Edgardo Depetri el 3 de noviembre de 2010.
2. ↑  Nunca asumió, lo reemplaza Francisco Omar Plaini el 10 de diciembre de 2009.
3. ↑  Nunca asumió, la reemplaza Remo Carlotto el 10 de diciembre de 2009.
4. ↑  Nunca asumió, la reemplaza Juliana Di Tullio el 10 de diciembre de 2009.
5. ↑  Renunció el 11 de diciembre de 2011, lo reemplaza Mabel Hilda Müller el 12 de diciembre de 2011.
6. ↑  Renunció el 31 de agosto de 2010, lo reemplaza Julián Obiglio el 13 de octubre de 2010.
7. ↑  Falleció el 25 de diciembre de 2009, lo reemplaza Pedro Omar Molas el 17 de marzo de 2010.
8. ↑  Renunció el 9 de diciembre de 2011, lo reemplaza Rubén David Yazbek el 10 de diciembre de 2011.
9. ↑  Nunca asumió, lo reemplaza Oscar Rubén Currilén el 10 de diciembre de 2009.
10. ↑  Nunca asumió, lo reemplaza María Elena Petrona Chieno el 10 de diciembre de 2009.
11. ↑  Asumió el 14 de diciembre de 2009.
12. ↑  Renunció el 9 de diciembre de 2011, lo reemplaza Jorge Luis Albarracín el 10 de diciembre de 2011.
13. ↑  Renunció el 29 de noviembre de 2011, lo reemplaza Linda Cristina Yagüe el 30 de noviembre de 2011.
14. ↑  Renunció el 1 de diciembre de 2013, no fue reemplazado.
15. ↑  Falleció el 11 de octubre de 2013, no fue reemplazada.
16. ↑  Nunca asumió, lo reemplaza Blanca Adelina Mafalda Blanco de Peralta el 10 de diciembre de 2009.
17. ↑  Renunció el 31 de mayo de 2013, lo reemplaza Juan Carlos Bettanín el 5 de junio de 2013.
18. ↑  Nunca asumió, lo reemplaza Miriam Graciela del Valle Gallardo el 10 de diciembre de 2009.

### Senado
- Catamarca
- Chubut
- Córdoba
- Corrientes
- La Pampa
- Mendoza
- Santa Fe
- Tucumán

|  | 38,97 % |

|  | 33,50 % |

|  | 17,94 % |

|  | 4,94 % |

|  | 2,94 % |

|  | 1,70 % |

|  | 94,46 % |

|  | 3,69 % |

|  | 1,85 % |

|  | 64,59 % |

|  | 100 % |

|  | 55,98 % |

|  | 17,78 % |

|  | 8,16 % |

|  | 6,96 % |

|  | 4,80 % |

|  | 3,19 % |

|  | 3,14 % |

|  | 92,61 % |

|  | 3,78 % |

|  | 3,61 % |

|  | 76,15 % |

|  | 100 % |

|  | 30,65 % |

|  | 26,67 % |

|  | 26,14 % |

|  | 8,74 % |

|  | 2,00 % |

|  | 1,22 % |

|  | 1,11 % |

|  | 0,97 % |

|  | 0,79 % |

|  | 0,46 % |

|  | 0,45 % |

|  | 0,45 % |

|  | 0,36 % |

|  | 95,38 % |

|  | 2,61 % |

|  | 2,01 % |

|  | 71,68 % |

|  | 100 % |

|  | 10,44 % |

|  | 7,49 % |

|  | 3,20 % |

|  | 3,02 % |

|  | 2,57 % |

|  | 1,81 % |

|  | 1,50 % |

|  | 1,33 % |

|  | 1,29 % |

|  | 1,23 % |

|  | 0,99 % |

|  | 34,87 % |

|  | 14,60 % |

|  | 4,44 % |

|  | 3,21 % |

|  | 2,96 % |

|  | 1,90 % |

|  | 1,90 % |

|  | 1,74 % |

|  | 1,59 % |

|  | 1,14 % |

|  | 33,49 % |

|  | 16,11 % |

|  | 2,57 % |

|  | 1,90 % |

|  | 1,47 % |

|  | 1,47 % |

|  | 0,90 % |

|  | 0,87 % |

|  | 25,29 % |

|  | 6,35 % |

|  | 93,15 % |

|  | 4,36 % |

|  | 2,49 % |

|  | 69,99 % |

|  | 100 % |

|  | 38,71 % |

|  | 34,78 % |

|  | 13,26 % |

|  | 6,52 % |

|  | 3,08 % |

|  | 1,94 % |

|  | 1,71 % |

|  | 96,76 % |

|  | 1,63 % |

|  | 1,62 % |

|  | 76,95 % |

|  | 100 % |

|  | 48,79 % |

|  | 27,25 % |

|  | 14,19 % |

|  | 1,80 % |

|  | 1,54 % |

|  | 3,34 % |

|  | 1,65 % |

|  | 1,08 % |

|  | 0,83 % |

|  | 0,79 % |

|  | 0,73 % |

|  | 0,73 % |

|  | 0,64 % |

|  | 94,05 % |

|  | 4,14 % |

|  | 1,81 % |

|  | 77,46 % |

|  | 100 % |

|  | 42,34 % |

|  | 40,57 % |

|  | 7,77 % |

|  | 2,53 % |

|  | 1,06 % |

|  | 0,55 % |

|  | 0,54 % |

|  | 2,15 % |

|  | 1,31 % |

|  | 0,98 % |

|  | 0,70 % |

|  | 0,52 % |

|  | 0,50 % |

|  | 0,36 % |

|  | 0,28 % |

|  | 95,17 % |

|  | 3,11 % |

|  | 1,72 % |

|  | 75,52 % |

|  | 100 % |

|  | 52,25 % |

|  | 15,92 % |

|  | 9,82 % |

|  | 7,97 % |

|  | 3,37 % |

|  | 2,58 % |

|  | 2,48 % |

|  | 1,79 % |

|  | 1,36 % |

|  | 0,74 % |

|  | 0,66 % |

|  | 0,38 % |

|  | 0,35 % |

|  | 0,34 % |

|  | 96,61 % |

|  | 1,53 % |

|  | 1,86 % |

|  | 77,15 % |

|  | 100 % |

1. ↑  Renunció el 9 de diciembre de 2011, lo reemplaza Inés Blas el 10 de diciembre de 2011.
2. ↑  Renunció el 9 de diciembre de 2011, lo reemplaza Marta Borello el 10 de diciembre de 2011.
3. ↑  Renunció el 9 de diciembre de 2013, lo reemplaza Silvia Elías de Pérez el 18 de diciembre de 2013.

## Boletas en Capital Federal

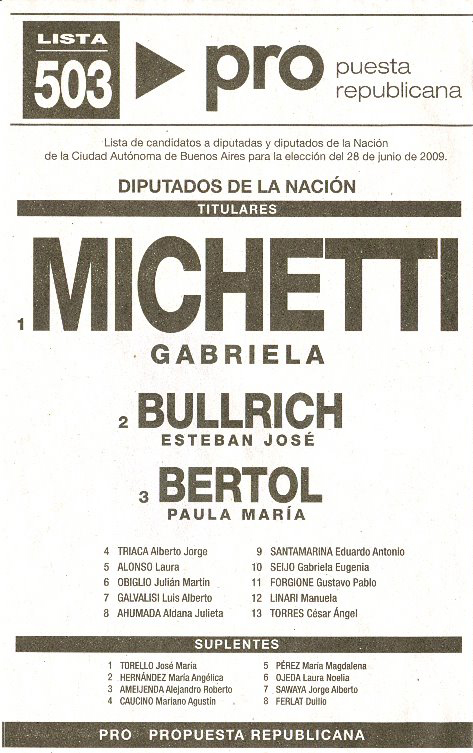
Propuesta Republicana
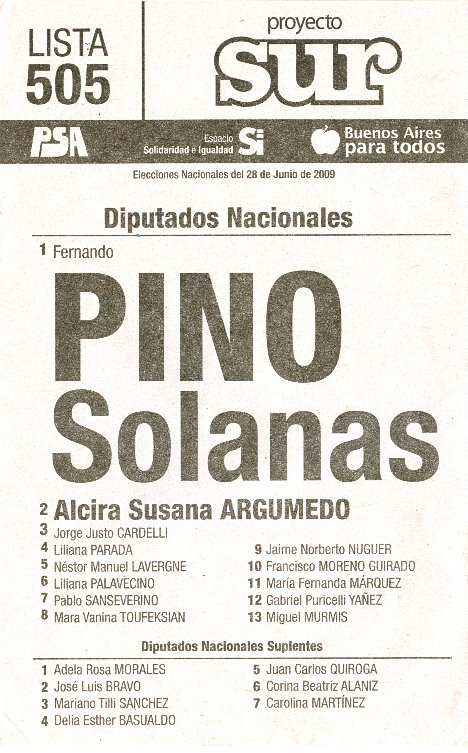
Proyecto Sur
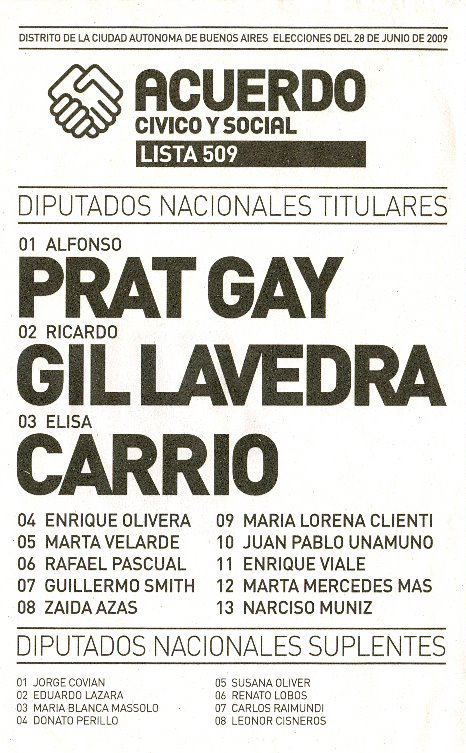
Acuerdo Cívico y Social
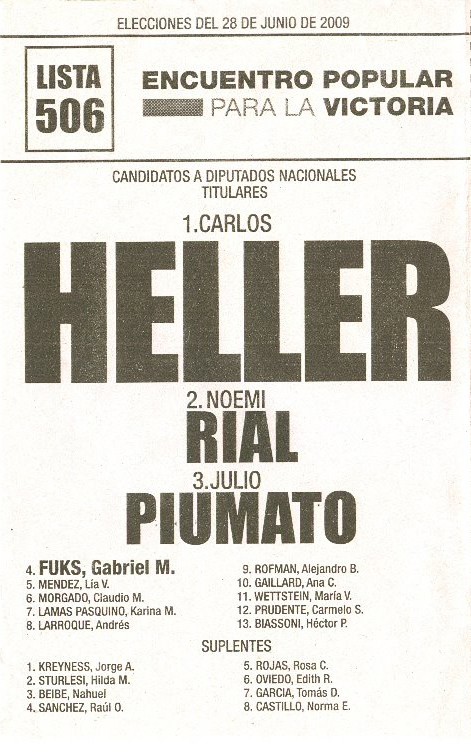
Encuentro Popular para la Victoria
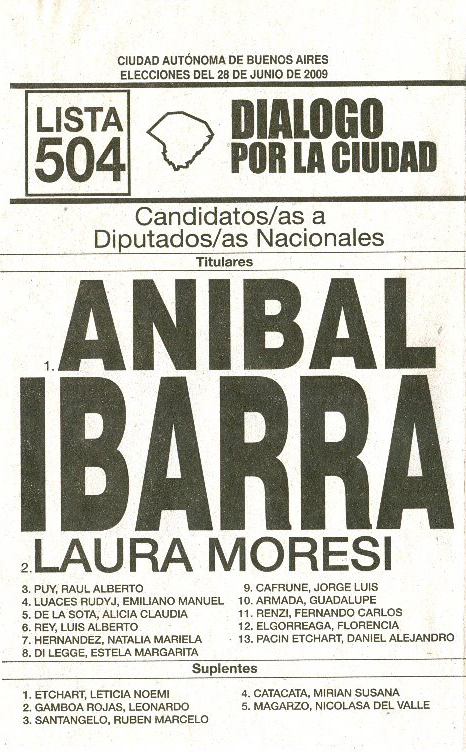
Diálogo por la Ciudad
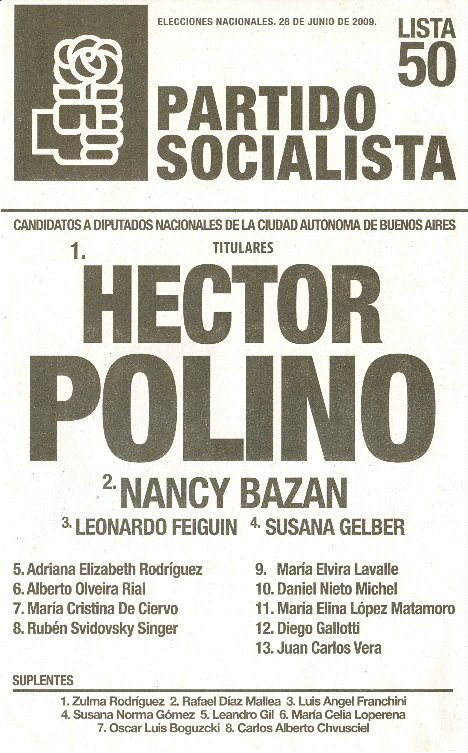
Partido Socialista
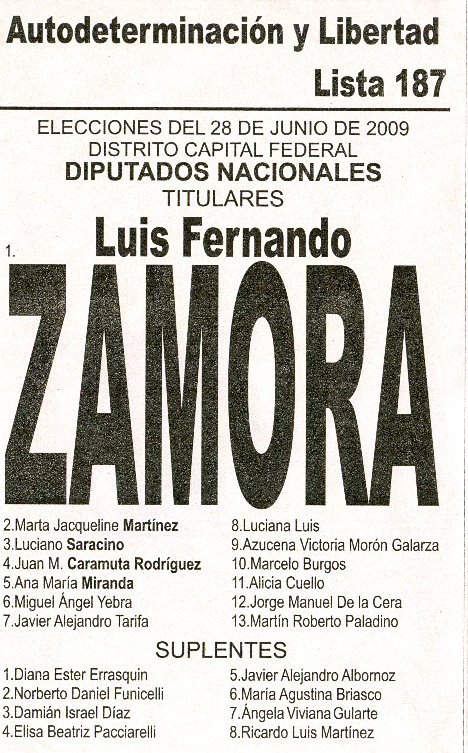
Autodeterminación y Libertad
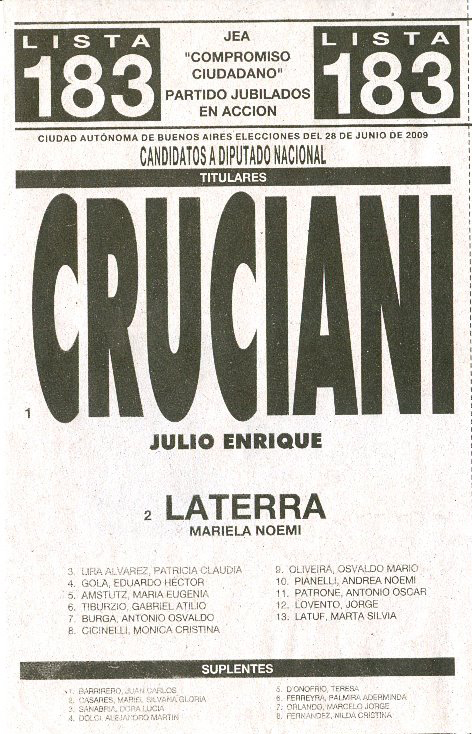
Jubilados en Acción
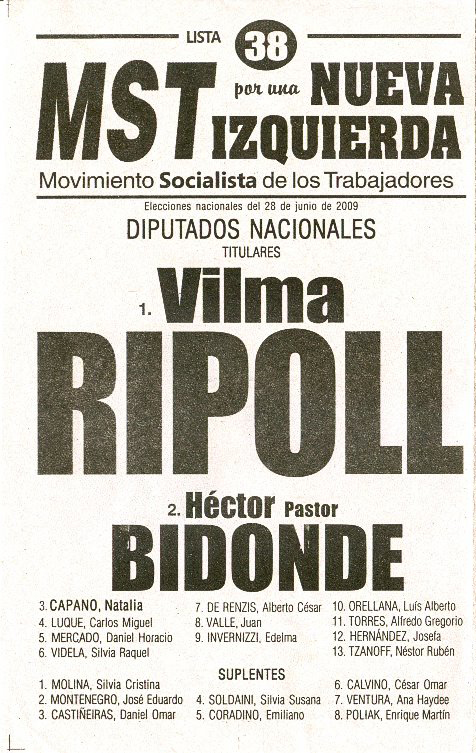
Movimiento Socialista de los Trabajadores
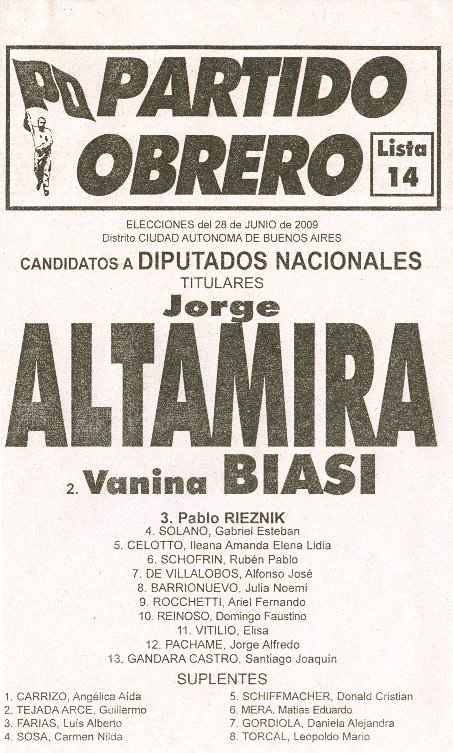
Partido Obrero
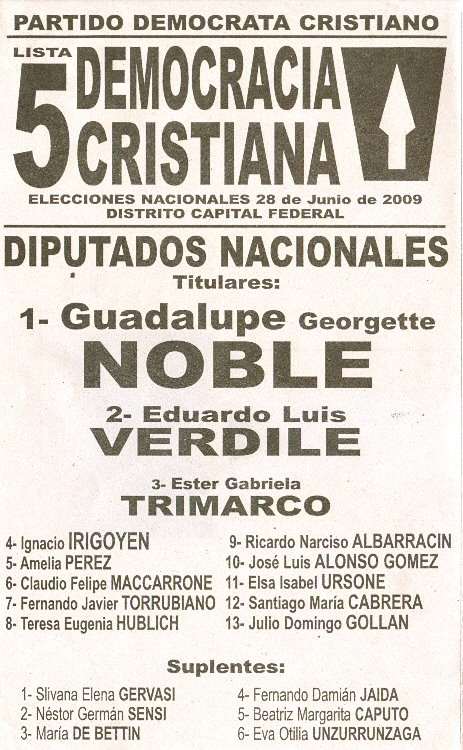
Partido Demócrata Cristiano
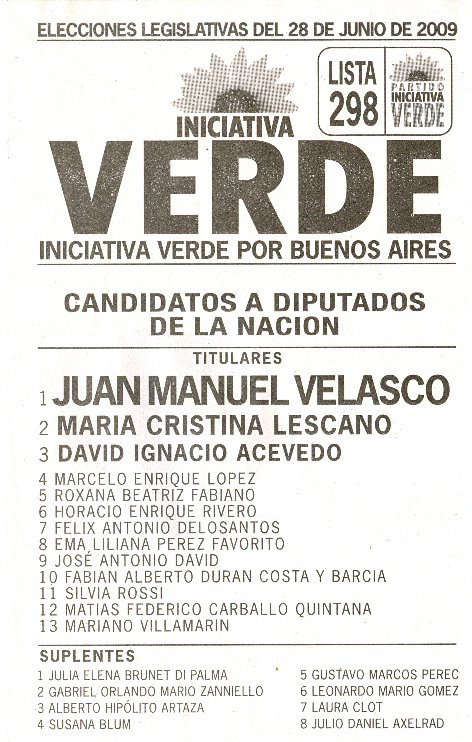
Iniciativa Verde
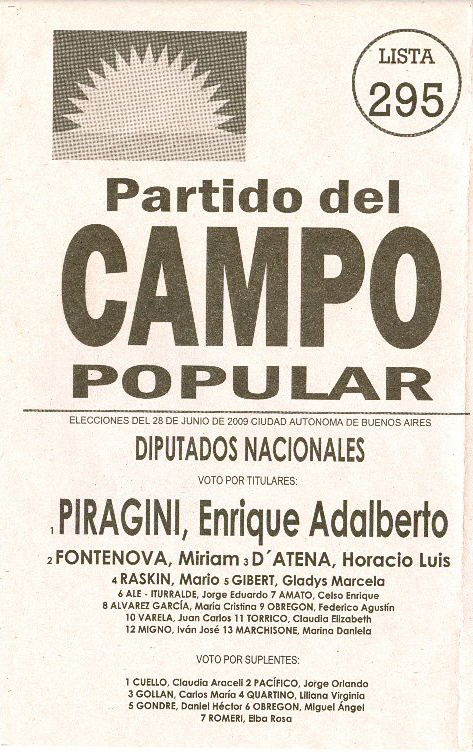
Partido del Campo Popular
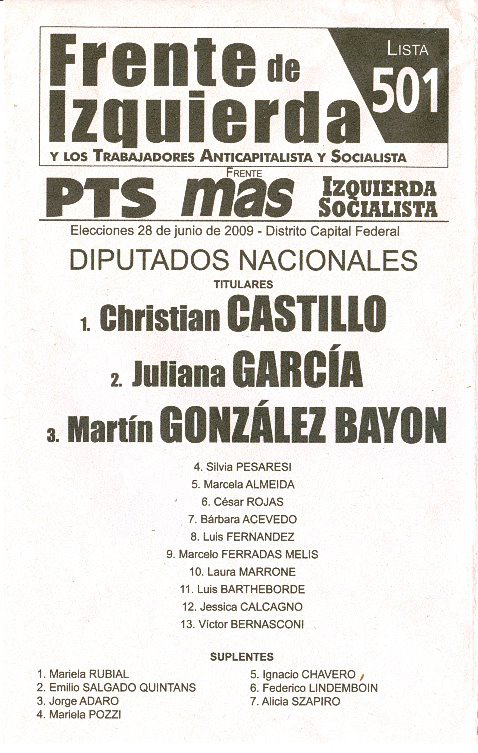
Frente de Izquierda y de los Trabajadores
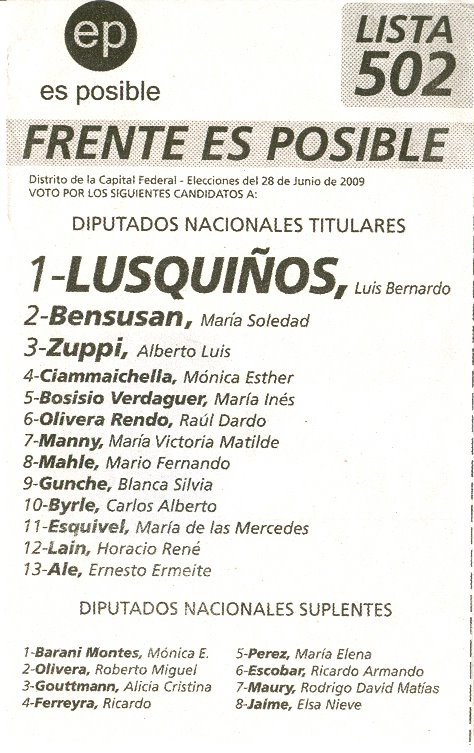
Frente Es Posible
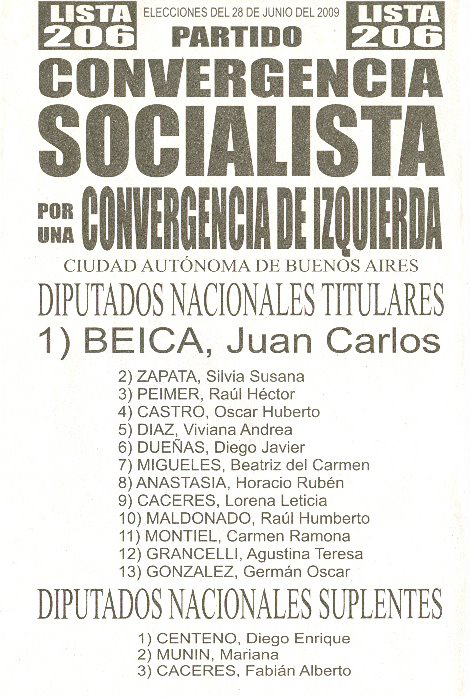
Convergencia Socialista
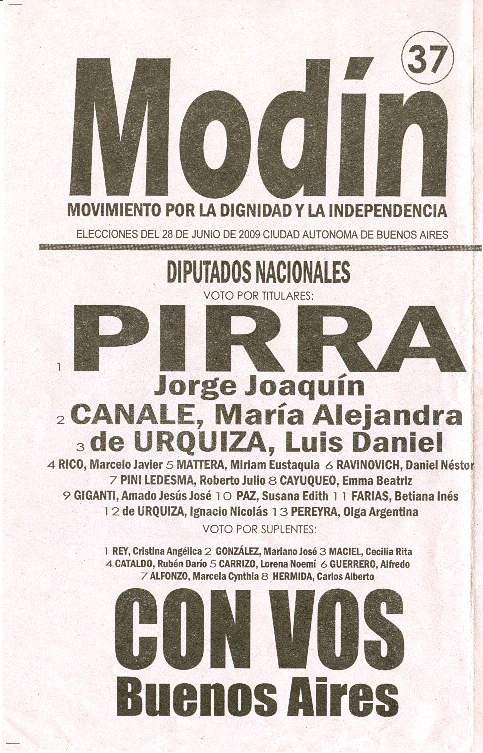
Movimiento por la Dignidad y la Independencia
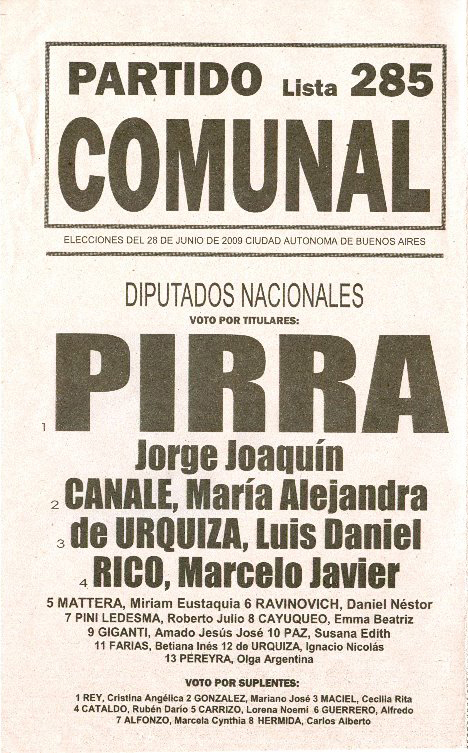
Partido Comunal
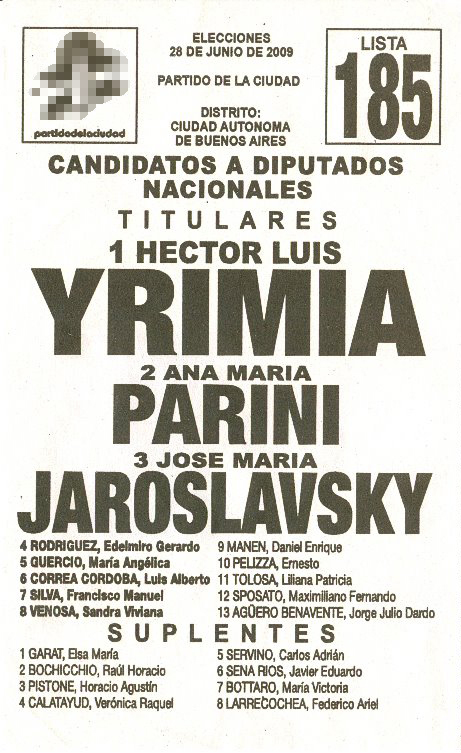
Partido de la Ciudad
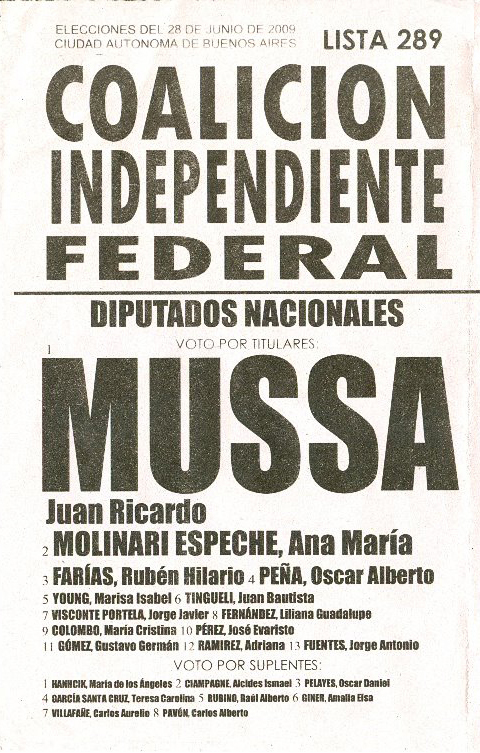
Coalición Independiente Federal
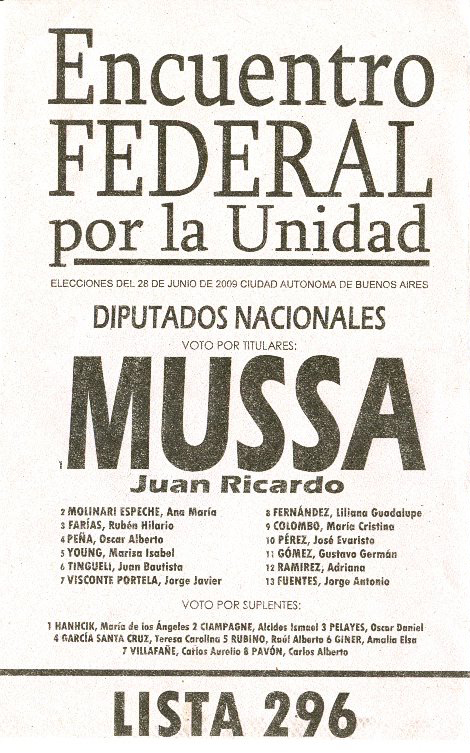
Encuentro Federal por la Unidad
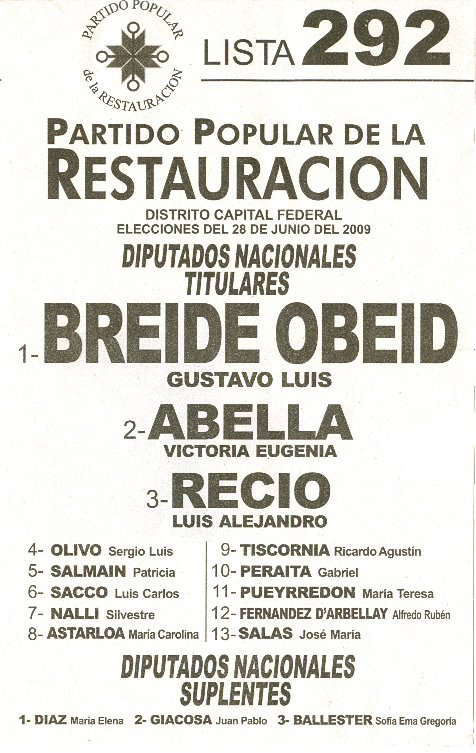
Partido Popular de la Restauración
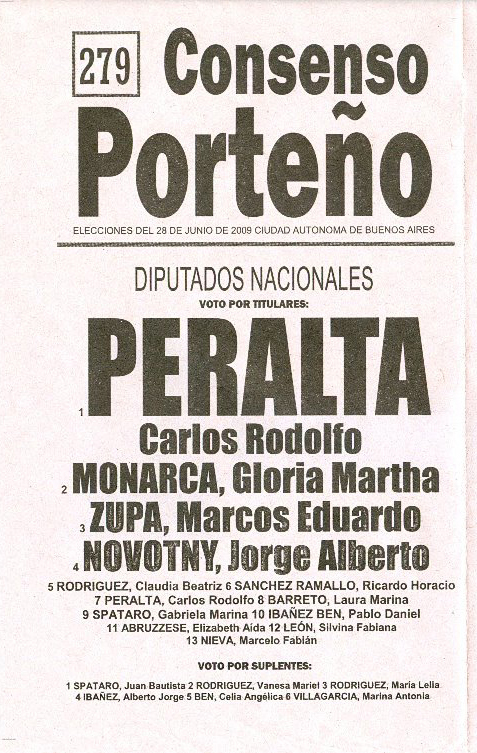
Consenso Porteño
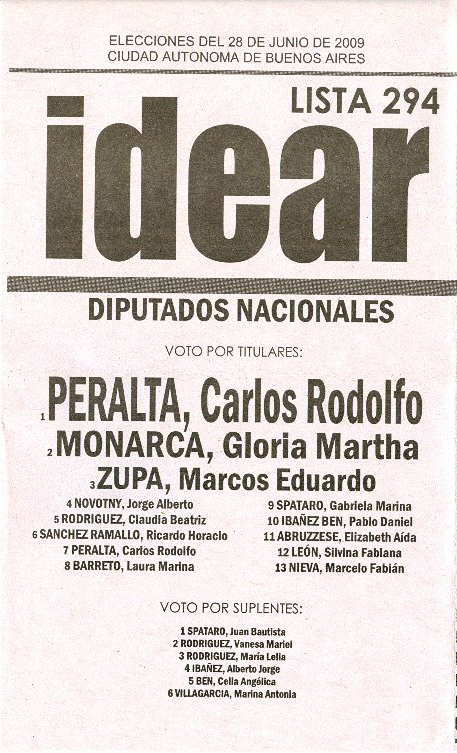
Idear
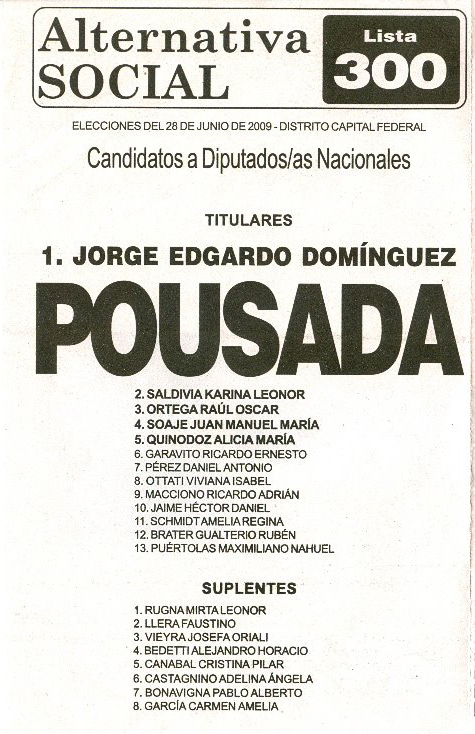
Alternativa Social
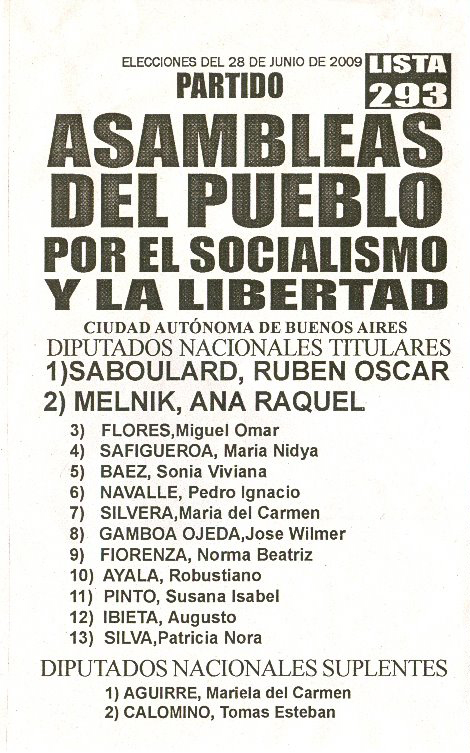
Asamblea del Pueblo por Socialismo y Libertad

### Integración de alianzas
Debido al sistema electoral distrital, el desglose nacional puede ser impreciso. El mismo se hizo en base a la integración de las alianzas y la posición de los partidos políticos. El gráfico pretende ser explicativo y se realizó en base a los resultados provinciales.
1. ↑  Representación de una posición a nivel nacional con base en la integración de alianzas. La coalición entre la Unión Cívica Radical (UCR), la Afirmación para una República Igualitaria (ARI) y el Partido Socialista (PS):

  - Se presentó bajo el sello "Acuerdo Cívico y Social" en trece distritos: Buenos Aires, CABA, Chaco, Corrientes (esta última adhiriendo al Encuentro por Corrientes), Entre Ríos, Formosa, Jujuy, Neuquén, Salta, San Juan, San Luis, Santiago del Estero (esta última bajo el sello "Acuerdo Cívico - Frente Unidad Popular") y Tucumán.

  - En Catamarca y La Rioja se presentó como Frente Cívico y Social.

  - En Chubut los partidos interantes del ACyS no configuraron una coalición distrital y se presentaron la UCR y ARI por separado.

  - En la Córdoba disputaron el Frente Cívico de Córdoba y la UCR por separado.

  - En La Pampa concurrió como "Frente Pampeano Cívico y Social".

  - En Mendoza concurrió como "Frente Cívico Federal - Unión Cívica Radical - Consenso Federal", y el PS disputó por separado.

  - En Misiones no se configuró alianza distrital y la UCR y el PS disputaron por separado.

  - La UCR concurrió por separado en Neuquén.

  - En Río Negro concurrió como "Concertación para el Desarrollo" y el ARI disputó por separado.

  - En San Luis disputaron dos coaliciones: el Acuerdo Cívico y el Frente Federal Cívico y Social.

  - En Santa Cruz concurrió como "Cambiemos para Crecer".

  - En Santa Fe concurrió como Frente Progresista Cívico y Social.

  - En Tierra del Fuego la UCR disputó por sí sola y el PS y ARI concurrieron como "Proyecto Progresista".
2. ↑  La coalición encabezada en general por una facción mayoritaria del Partido Justicialista, el Partido de la Victoria, sectores disidentes del radicalismo, el Frente Grande, el Partido Intransigente, y el Partido Progreso Social:
  - Se presentó bajo el sello "Frente para la Victoria" en once distritos: CABA (esta última con la boleta colectora Encuentro Popular para la Victoria), Catamarca, Formosa, Jujuy, Neuquén, Salta, San Juan, San Luis (esta última como "Concertación Frente para la Victoria"), Santa Cruz, Santa Fe, y Tucumán.
  - En Buenos Aires y Santiago del Estero disputó como "Frente Justicialista para la Victoria".
  - En Chaco disputó como "Frente Chaco Merece Más".
  - En Chubut disputó como "Frente por la Integración".
  - En Córdoba disputó como "Frente para la Victoria, la Equidad y la Justicia Social", con el PV y el FG disputando como colectoras.
  - En Corrientes disputó como "Frente Correntinos por el Cambio".
  - En Entre Ríos disputó como "Frente Justicialista Entrerriano".
  - En La Pampa el Partido Justicialista disputó por separado, mientras que los partidos alineados con el kirchnerismo concurrieron como "Frente Amplio".
  - En La Rioja disputó como "Frente Justicialista del Pueblo".
  - En Mendoza disputó bajo las colectoras: Partido Justicialista, Frente para la Victoria, Compromiso Popular, Polo Solidario Humanista, Partido Intransigente, y Partido Federal.
  - En Misiones disputó como "Frente Justicialista de la Dignidad y el Progreso".
  - En Río Negro el Partido Justicialista disputó sin alianzas.
  - En Salta el Partido Justicialista disputó sin alianzas, y el Frente para la Victoria se presentó por separado.
  - En Santiago del Estero, el Frente Cívico por Santiago (FCxS), disputó la elección por separado, pero como parte de los llamados "Radicales K".
  - En Tierra del Fuego, Antártida e Islas del Atlántico Sur, el Partido Justicialista disputó sin alianzas.
3. ↑  La coalición encabezada por los partidos Propuesta Republicana, Unión Celeste y Blanco, Recrear para el Crecimiento y Acción por la República, y apoyada por formaciones locales como el Partido Demócrata de Mendoza, Producción y Trabajo de San Juan, y Salta Somos Todos de Salta:
  - En Buenos Aires, Entre Ríos y Tucumán, concurrió como "Unión PRO".
  - En la Ciudad Autónoma de Buenos Aires concurrió como "Propuesta Republicana".
  - En Mendoza concurrió como "Frente Demócrata - Unión PRO".
  - En Neuquén concurrió como "Frente PRO Federal".
  - En Salta concurrió como "Salta Somos Todos".
  - En Santiago del Estero concurrió como "Frente Unión por Santiago".
4. ↑  Representación de la Cámara de Diputados en base a los resultados obtenidos por los diferentes bloques nacionales en las elecciones legislativas, sin perjuicio de la conformación posterior de los bloques legislativos a partir de la jura de los diputados electos.